# Edmond Deman
Edmond Deman (1857-1918) was een Brussels uitgever van Franstalig werk en kunstreproducties. 

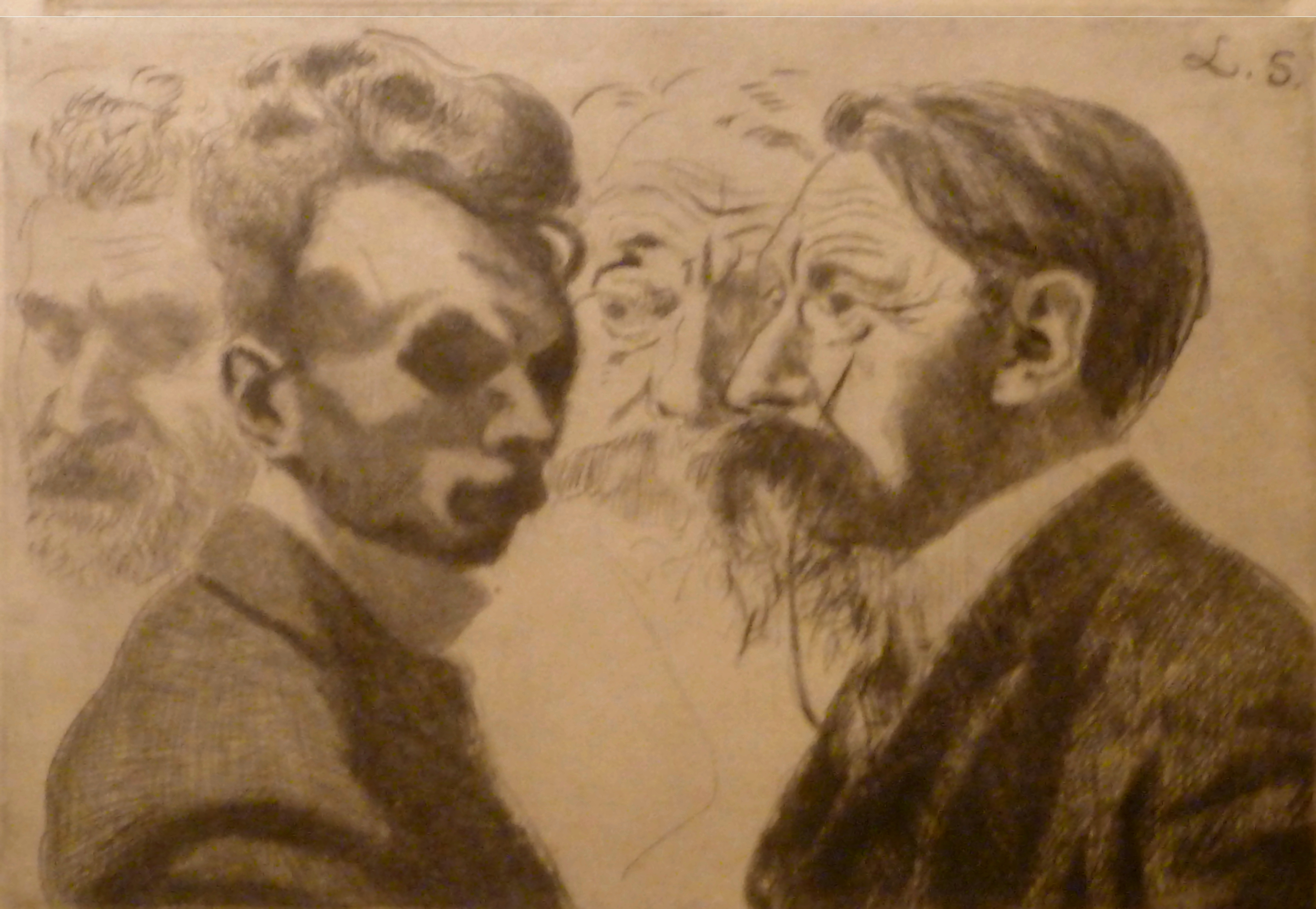
Drievoudig portret met Edmond Deman (links), Léon Spilliaert (midden) en Emile Verhaeren (rechts) (1908)

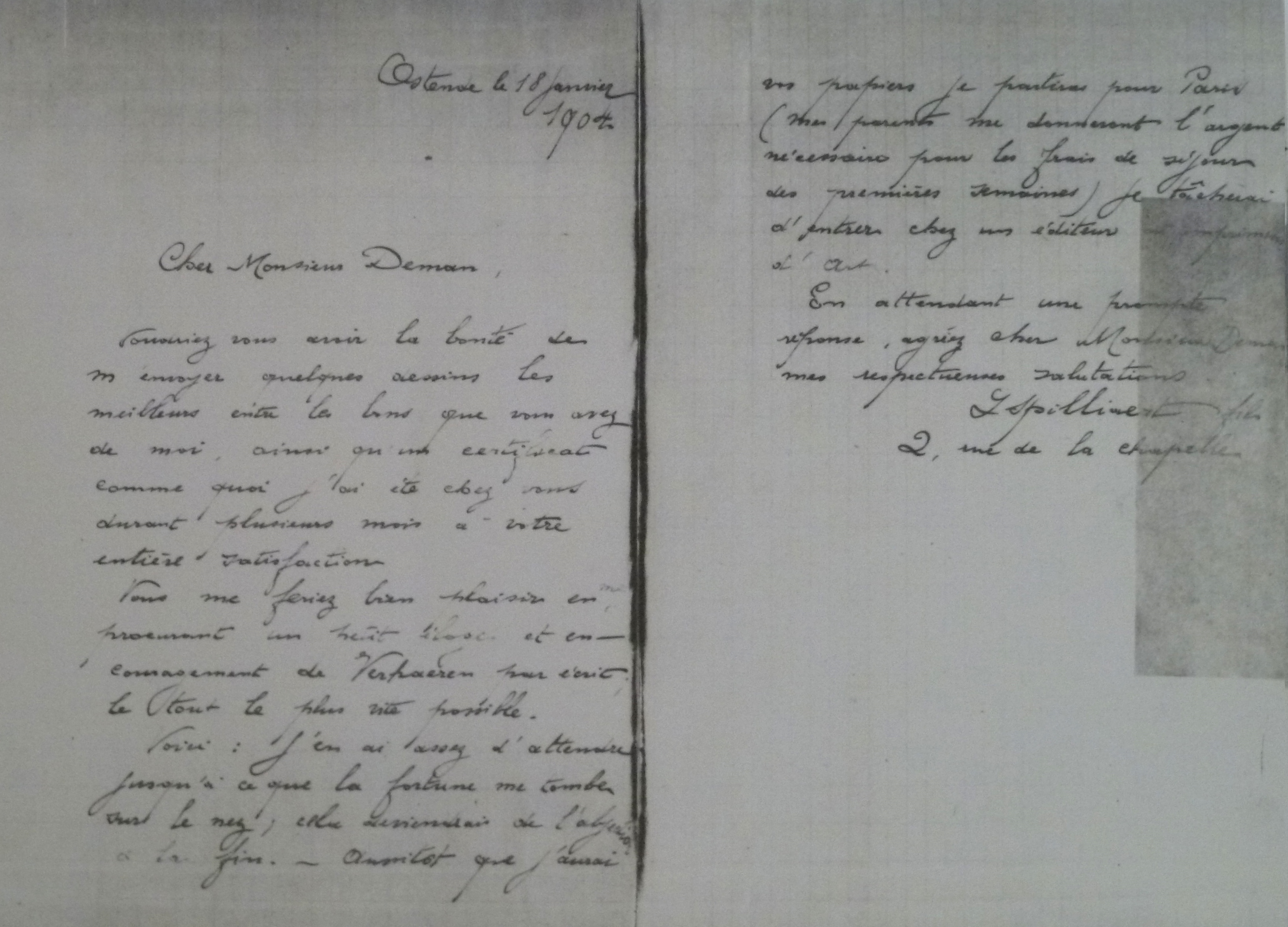
Brief van Léon Spilliaert aan Edmond Deman (18 januari 1904)

Samen met de uitgevers Paul Lacombiez en Sylvie Monnom was hij de voornaamste uitgever van Belgische literaire literatuur. Er  werd ook gestreefd naar een vernieuwing in de opmaak van deze publicaties, met een verzorgde typografie en illustraties door een reeks jonge kunstenaars. Hiertoe behoorden Fernand Khnopff, Théo Van Rysselberghe, Félicien Rops, George Minne, Georges Lemmen en Charles Doudelet.  Hierbij maakte Deman vlug naam in bibliofiele kringen en kon de Franse schrijver Stéphane Mallarmé, op voorstel van Emile Verhaeren, ertoe overhalen in 1888 zijn "Les Poèmes d'Edgar Poe" bij hem te publiceren als luxe-editie. Kort ervoor had Deman "Les Soirs", een dichtbundel van Verhaeren, gepubliceerd.
Deman was de belangrijkste uitgever van de Belgische symbolisten. Deze richting in de literatuur kwam in België goed op gang vanaf de jaren 1880. Hij werkte sinds de jaren 1890 nauw samen met het literaire tijdschrift "Le Réveil". Deman gaf onder meer de reeks "Collection du Réveil" uit, waarin "Les Villages Illusoires" van Emile Verhaeren en "Trois petites drames pour marionettes" van Maurice Maeterlinck werden opgenomen. De opbrengsten werden verdeeld tussen "Le Réveil" en Deman. 
Edmond Deman heeft verder ook werk van Gustave Kahn en Fernand Crommelynck uitgegeven. Sinds 1902 zette hij zich in voor schrijver en kunstschilder Léon Spilliaert, wiens werk door velen als te depressief werd ervaren. In de jaren 1903 en 1904 was Spilliaert in dienst bij Deman, via wie hij bevriend raakte met Émile Verhaeren. Tot de kring van Edmond Demans kunstenaars behoorden ook James Ensor, Georges Lemmen, Fernand Khnopff en Theo Van Rysselberghe. 
Deman heeft ook een aantal genummerde boeken en uitgaven uit zijn persoonlijk bezit laten illustreren door een klein aantal kunstenaars. Een dergelijk verzoek werd door deze kunstenaars niet altijd even enthousiast onthaald wegens te weinig tijd, inspiratie of affiniteit met het verhaal of de tekst. Dergelijke uitzonderlijke drukken met opgehoogde tekeningen zijn nu een gegeerd verzamelobject en werden pas in de laatste jaren van de 20ste eeuw herontdekt.
Tussen 1880 en 1912 heeft Deman 54 boeken en vijf albums met gravures en litho's uitgegeven.
Een van zijn dochters, Gabrielle Deman, doorkruiste als eerste blanke vrouw Congo-Vrijstaat. Haar jongere zus, Paule Deman, had een turbulente relatie met Léon Spilliaert en werd kunstschilder.
- Bibliothèque nationale de France: cb13736161b (data)
- Gemeinsame Normdatei: 120176602
- International Standard Name Identifier: 0000 0000 6698 7486
- Library of Congress Control Number: n98080799
- Nationale Bibliotheek van Tsjechië: pna20201064906
- Nationale Bibliotheek van Israël: 987007260317105171
- Nederlandse Thesaurus van Auteursnamen: 165959223
- Système universitaire de documentation: 073264601
- Virtual International Authority File: 73173465
- WorldCat: E39PBJfH3g7H88dpjBWPp6ptrq